# 満洲国通信社
満洲国通信社（まんしゅうこくつうしんしゃ）とは、かつて満洲国に存在した通信社である。通称「国通」。

## 概要
1931年9月満洲事変が勃発すると、その報道をめぐって内外の通信社・新聞社の競争が激しくなり、満洲からの虚実取り混ぜてのばらばらな報道のため、現地の実情や関東軍の真意などが容易に認識・理解されず、外交的に日本が苦境に立たされた。その打開のため、当時の関東軍の報道宣伝部門の責任者であった参謀部第四課長松井太久郎中佐が、新聞聯合社（聯合）記者であった佐々木健児（同年12月奉天支局長となる）と相計って、聯合の協力を取り付け、同年12月聯合専務理事岩永裕吉が、関東軍に国策通信会社（ナショナル・ニュース・エージェンシー）構想を提案、関東軍がそれを推進し、1932年12月1日、聯合と日本電報通信社（電通）の在満洲組織を統合して、新京に本社を置き、満洲国通信社（国通）が設立された。満洲国の一国一通信社の方針に基づき、内外通信機関のニュースを統制するとともに、国際情勢に対処するために、対外報道陣の強化を期した国策通信社であった。初代主幹（社長）には、松井太久郎の推挙により、関東軍嘱託であった里見甫が就任した。
1933年2月、中国への満洲国の宣伝、および中国国内のニュースの収集のための、国通の支社的存在として、中国に大東通信社を設立した。1933年5月、聯合上海支局長であった松本重治に、ロイター極東支配人兼上海支局長であり、後に同社総支配人（社長）となるクリストファー・チャンセラーとの交渉の斡旋を依頼して、交渉の末ロイターとの通信提携契約を結び、国通の名を国際的に印象付けた。
創業時には日本政府の管理下にあったが、1934年4月に満洲国の通信社として移管された。外務省から多額の補助金を支給されていたが、通信社としての独自性は認められていた。ところが、1937年1月、日本における言論の混乱を防ぐため、聯合と電通の通信部を合併した社団法人同盟通信社（同盟）が設立され、日本と満洲の通信網の一本化によって、国通と同盟は不可分の関係になった。その後、国通の組織は、満洲国内の情報機構の単一化を目的として、1936年9月満洲弘報協会が設立されたことにより、満洲弘報協会下の通信部として組み込まれた。
しかし、1937年7月に公称資本金50万円の財団法人組織に改組され、盧溝橋事件が勃発する直前に、公式に株式会社満洲国通信社として成立した。1941年8月には公称資本金290万円に増資され、財政的にも組織上においても企業としての独立性がある通信社となり、さらに同盟と連携を強化することにより、通信という本来の機能も充実させることができた。最後には「満洲国通信社法」に準拠した特殊会社満洲国通信社となり、1945年8月、日本の敗戦により満洲国が崩壊したことに伴い消滅した。

## 関連書籍
- 貴志俊彦,松重充浩,松村史紀編『二〇世紀満洲歴史事典』吉川弘文館、2012年、457頁。ISBN 4642014691。
- 通信社史刊行会編『通信社史』通信社史刊行会、1958年、347-409頁。

## 関連論文
- 佐藤純子「同盟情報圏形成期の満洲国通信社」『日本歴史』（吉川弘文館）2001年4月号 69-85頁